# Rainerio di Cagli
Rainerio (Raniero) di Cagli (1110 circa – Spalato, 1180), Arnir in dalmatico e croato, fu un monaco italiano camaldolese che divenne vescovo di Cagli e successivamente arcivescovo di Spalato. È venerato come santo e martire dalla Chiesa cattolica.

## Biografia
Sono del tutto assenti notizie dell'infanzia e della gioventù di Rainerio (o Raniero come risulta da alcuni documenti in volgare). Incerto l'anno di nascita, che potrebbe essere tuttavia fissato poco dopo il 1100, considerando che il martirio del Santo è avvenuto nel 1180 in età ancora non avanzata. Lo stesso potremmo dire per le origini, forse romagnole, più precisamente bolognesi, o umbre o marchigiane.
Fu monaco camaldolese di Fonte Avellana, luogo in cui imperversava, attraverso i suoi discepoli, il fervore introdotto da Pier Damiani priore del monastero dal 1043 al 1057. Qui Rainerio condusse una vita eremitica dedicata alla preghiera, alla contemplazione e alla penitenza, ma anche allo studio; in questo periodo divenne grande e stimato amico del più anziano Ubaldo Baldassini, vescovo di Gubbio dal 1129, di cui fornì, all'indomani della morte, importanti notizie per la stesura della sua biografia Vita b. Ubaldi.
Il chiostro di Fonte Avellana tuttavia era soltanto il primo gradino di una preparazione che permetteva ai monaci di intraprendere il cammino verso la perfezione spirituale: da qui Rainerio fu chiamato nel 1156 a ricoprire la cattedra episcopale della diocesi di Cagli dove esercitò il ministero pastorale per quasi 20 anni. Nel 1160, avvenne la morte del vescovo di Gubbio Ubaldo e la presenza di Rainerio ai suoi funerali è testimoniata da varie biografie nelle quali si riporta che fu egli stesso a celebrare il solenne pontificale funebre. Da qui nascerebbe la tradizione orale che a presiedere le esequie dei vescovi di Gubbio siano i presuli di Cagli.
A Gubbio, il vescovo Rainerio aveva lasciato un buon ricordo di sé, tale che il priore Benedetto della canonica di San Mariano, nel 1162, lo chiamò per arbitrare la controversia con l'Abate di San Giovanni in Cantiano, riguardante una questione di diritti sulla chiesa e l'Ospedale di Sant'Angelo.
Intanto a Cagli, a partire dal 1170, le lotte tra Guelfi e Ghibellini erano molto aspre: la città, ghibellina, era fedele all'Imperatore e si trovò in forte contrasto con il vescovo Rainerio. Allo stesso tempo a Spalato era mancato da poco l'arcivescovo Gerardo da Verona e prelati e popolo avevano inviato al Pontefice una missione per chiedergli l'elezione diretta di un successore.
Forse anche per eliminare i motivi di scontro tra Rainerio e la cittadinanza, il papa Alessandro III pensò di inviare il monaco vescovo in Dalmazia a ricoprire la carica vacante di arcivescovo di Spalato. Questa era la metropolia principale di tutta la costa dalmata, e pertanto il suo arcivescovo aveva diritto al conferimento del pallio che egli ricevette direttamente da Alessandro III.
Nel periodo che il Rainiero fu a capo della diocesi la città era sotto il dominio politico dell'Imperatore Bizantino Manuele I Comneno e al suo interno erano presenti due civiltà in contrasto tra loro: la romano-bizantina e la barbarica cristianizzata. Proprio gli scontri tra queste due fazioni furono alla base del martirio di Rainerio. 
Vari documenti restano a testimonianza del suo governo pastorale a Spalato: nel 1176 si ha notizia di una sua sentenza di rivendicazione in favore del monastero di San Pietro de Gomai per la proprietà di alcuni beni il cui possesso veniva ingiustamente contestato da alcuni slavi e latini.
Nel 1177 accompagnò il papa Alessandro III da Lissa fino a Zara, durante il suo viaggio per riappacificarsi a Venezia con Federico Barbarossa.
Nel 1178 Rainerio è tra i firmatari degli Atti del Concilio Lateranense III indetto dal Pontefice per far fronte ai mali della Chiesa. 
Negli anni del suo mandato si adoperò varie volte per risolvere i contrasti interni alla sua diocesi riguardanti questioni di diritti e interessi materiali ecclesiastici, ricorrendo varie volte anche all'intercessione del Papa.
Sul finire dei suoi anni, l'arcivescovo si recò a Costantinopoli per rendere omaggio all'imperatore Emanuele Comneno. Fu durante questa visita che quest'ultimo donò a Rainerio vari oggetti preziosi, tra cui lo stendardo ricamato in oro con l'effigie di San Michele Arcangelo e quella dell'Imperatore che secondo alcuni studiosi andò a far parte successivamente del tesoro del monastero di Santa Croce di Fonte Avellana.

### Martirio
Il martirio si può collocare nel giorno 4 agosto 1180, quando, incurante delle minacce dei suoi carnefici, venne lapidato a Serengene da alcuni componenti di una tribù Croata a seguito del suo fermo intervento, in sostituzione della debole autorità imperiale, per imporre la restituzione delle terre appartenenti alla Chiesa di Spalato usurpate da questi.
La leggenda narra di fatti miracolosi relativi al martirio: l'impronta delle ginocchia del santo rimase impressa sulla pietra nel punto in cui cadde e sul luogo macchiato di sangue zampillò una fonte. 
Il corpo di Rainerio fu riportato a Spalato e tumulato nella chiesa di San Benedetto fuori le mura, che in seguito prese il nome di San Rainerio. Nel XVII secolo, per scongiurare i pericoli derivanti dalle incursioni turche, il sepolcro venne temporaneamente trasferito a Santa Maria de Taurelis, per ritornare nel luogo originario soltanto nel 1676. Alcune cronache narrano che durante la traslazione una colomba sarebbe volata sul feretro di Rainerio.

## Culto

### Reliquie
La spoglia mortale dell'arcivescovo martirizzato fu tumulata nella chiesa di San Benedetto in Spalato fuori le mura, che più tardi prese il nome di San Rainerio.
A 15 miglia da Spalato, nel luogo del martirio, un'altra chiesa fu eretta in suo onore nel villaggio di Dubrava tra due colli del monte Mosor.
Nel XVII secolo, a causa delle incursioni turche, il corpo del Santo fu traslato nella chiesa di Santa Maria de Taurelis per essere poi riportato, nel 1676, nella precedente chiesa ormai ricompresa entro il circuito urbano di Spalato.
Le reliquie del Santo, poste entro un elaborato busto reliquiario in argento dorato, oggi si trovano conservate nel tesoro della Cattedrale di Spalato.

### Canonizzazione
Il pontefice Paolo V, nel 1613, concedeva l'indulgenza di un settennio a chi visitava la chiesa dov'era conservato il corpo dell'arcivescovo Rainerio nel giorno della festa. Va annotato inoltre che in precedenza sua santità Sisto V aveva fatto dipingere l'immagine dello stesso arcivescovo, con sotto scritto il titolo di santo, nel collegio Illirico di San Girolamo a Roma.
Il culto fu riconosciuto infine da Alessandro VIII nel 1690 che lo dichiarò compatrono dell'arcidiocesi di Spalato insieme a San Domnio per aver difeso i diritti sui beni materiali della Chiesa con eroico sacrificio della vita e sprezzo del pericolo, e (secondo lo Zimmermann) fu esteso a Cagli il 9 febbraio del 1819.
Il 2 agosto 1981, durante la Santa Messa presieduta dal card. Pietro Palazzini nella Cattedrale di Cagli, il vescovo di Cagli e Pergola Costanzo Micci alla presenza dell'arcivescovo di Spalato mons. Frane Franic, ha proclamato San Rainerio compatrono della città di Cagli e della diocesi.